# Аји Анарјири-Каматеро
Аји Анарјири-Каматеро (грч. Άγιοι Ανάργυροι-Καματερό) општина је у Грчкој. По подацима из 2011. године број становника у општини је био 62.529.

## Становништво
| 2011.  |
| ------ |
| 62.529 |